# Calliphora acutangula
Calliphora acutangula este o specie de muște din genul Calliphora, familia Calliphoridae. A fost descrisă pentru prima dată de Camillo Rondani în anul 1863.
Este endemică în Columbia. Conform Catalogue of Life specia Calliphora acutangula nu are subspecii cunoscute.